# Turismo in Maharashtra

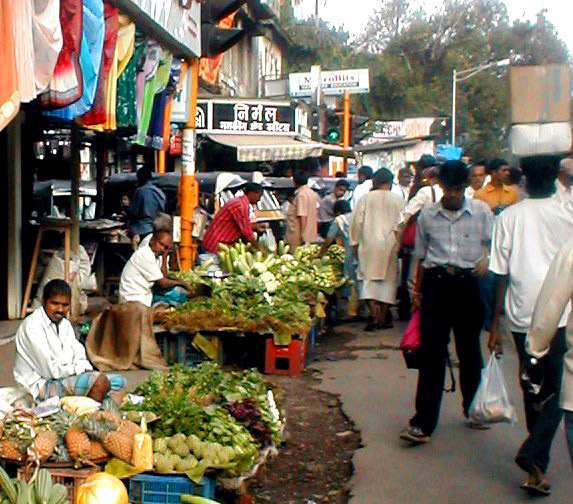
Mercato a Mumbai.

Il turismo in Maharashtra attrae molti visitatori, sia provenienti dai diversi stati federati dell'India sia stranieri; nel 2010 è stato il 4º stato indiano per numero di presenze nazionali. Aurangabad (Maharashtra) è considerata la capitale del turismo del Maharashtra; mentre tra gli altri centri urbani principali vi sono Mumbai, Pune, Nashike Nagpur.

## Città turistiche

### Mumbai
L'equivalente orientale delle città statunitensi di New York e Los Angeles, Mumbai (ex-Bombay) è la capitale finanziaria e del divertimento (vedi Bollywood), oltre che la capitale del paese. I luoghi di interesse di maggior importanza includono: la Moschea di Haji Ali, situata a circa 500 metri dal litorale posto esattamente al centro del Mar Arabico. Oltre ad essere un luogo religioso, è anche una grande attrazione per i turisti, avendo più di diecimila visitatori quotidiani appartenenti a tutte le religioni.
Poi il Portale dell'India (Gateway of India), il ponte Rajiv Gandhi ("Bandra Worli Sea Link"), il museo "Chhatrapati Shivaji Maharaj Vastu Sangrahalaya" (CSMVS), ex "Prince of Wales Museum of Western India", la Stazione ferroviaria Chhatrapati Shivaji, una gigantesca struttura architettonica in pietra costruita dagli inglesi nel corso del XIX secolo; a seguire "Downtown Mumbai" (Sud Mumbai) - che ricorda per ampi tratti l'architettura inglese ottocentesca. La spiaggia di Girgaon, l'isola di Madh isola con la relativa spiaggia e le altre zone costiere verso il sud della metropoli.
Le Grotte di Elephanta, scavate direttamente dentro l'enorme parete rocciosa su un'isola si trovano a breve distanza, raggiungibili in traghetto. A causa della sua natura cosmopolita, Mumbai si è dimostrata essere una popolare destinazione turistica.

### Pune
La capitale culturale dello Stato del Maharashtra, su Pune viene inoltre affermato che sia il centro educativo dell'India. La città è dotata di fortezze risalenti al XVII secolo, come quelle di Sinhagad, Purandar, Shaniwar Wada (una delle residenze per il weekend del Peshwa) ed il Lal Mahal (o "Palazzo Rosso") il quale fu residenza di Chhatrapati Shivaji Maharaj. Pune ha anche istituti di formazione di fama quali il "Fergusson College", un vecchio collegio di 200 anni costruito dagli inglesi.

### Aurangabad
Questa città si trova nella parte centrale del Maharashtra ed attrae i turisti per la sua bellezza naturale. Le grotte di Ajanta e di Ellora, che si trovano alla periferia di Aurangabad sono di fama internazionale per le complicate sculture prodotte dall'uomo all'interno delle caverne. Ellora è notevole per avere un unico edificio monolitico scavato in verticale e noto come tempio Kailasa; mentre le grotte di Ajanta sono particolarmente per le riproduzioni in pietra del Signore Buddha. La vita buddista dei tempi antichi è stata qui delicatamente raffigurata nella pietra.
Mentre Ajanta è completamente composta da grotte buddiste, le grotte di Ellora appartengono sia al buddismo, sia all'induismo e al giainismo. Il periodo estivo non è quello solitamente consigliabile per il turismo, in quanto le temperature possono raggiungere fino ai 44° gradi e più durante il giorno. Ci sono altri luoghi famosi di interesse come il Bibi Ka Maqbara ("Tomba della Signora", considerato il Taj Mahal dell'altopiano del Deccan), il forte di Daulatabad, il mulino ad acqua Panchakki, la Sunheri Mahal ecc. Aurangabad ha buoni collegamenti sia via aerea, che stradale e ferroviaria.

### Nanded
Il centro urbano di Nanded è un luogo di importanza religiosa per gli aderenti al Sikhismo; il suo simbolo più noto è il "Hazur Sahib Nanded Gurdwara", un antico palazzo Sikh. Nanded è anche il luogo sacro per i fedeli dello Shaktismo col loro tempio dedicato a "Renukadevi shakti peetha" di Mahur. Nanded ha pure molti santuari del sufismo.